# Ariel and Caliban with Other Poems

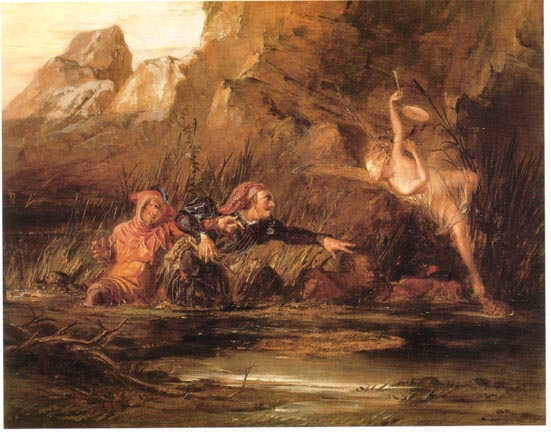
William Bell Scott, Ariel i Kaliban. Ilustracja do "Burzy" Williama Szekspira

Ariel and Caliban with Other Poems – tomik wierszy dziewiętnastowiecznego amerykańskiego poety i malarza Christophera Pearse’a Crancha, opublikowany w Bostonie w 1887 nakładem oficyny wydawniczej Houghton, Mifflin, and Company. Zbiorek zawiera między innymi tytułowy poemat dramatyczny Ariel and Caliban nawiązujący do Burzy Williama Szekspira, napisany wierszem białym, poematy Lionel and Lucille, San Borondon i The Centennial Year, jak również wiele sonetów.
So Prospero is gone and I am free
Free, free at last. His latest charge have I
Performed with duteous care; have sent the breeze
To blow behind the ship whose rounded sails
Now bear him homeward; and I am alone.
Yet I, who pined for freedom I, who served
This lordly mind, not of my own free choice,
Though somewhat out of gratitude, for he
By his strong sorcery did release me once
From durance horrible [...].
(Ariel and Caliban)